# Rubia schugnanica
Rubia schugnanica är en måreväxtart som beskrevs av Boris Fedtjenko och Antonina Ivanovna Pojarkova. Rubia schugnanica ingår i släktet krappar, och familjen måreväxter. Inga underarter finns listade i Catalogue of Life.